# درامكة
الدرامكة ونسبه لواحدهم الدرمكي، هي إحدى قبائل سلطنة عمان ودولة الإمارات العربية المتحدة. وهم الكتلة الرئيسية في حلف الظواهر. ويقطنون مدينة العين وولاية إزكي ومرير الدرامكة بولاية شناص.
وأول مجيئهم إلى واحة تؤام كان من منطقة إزكي، وكان أول نزولهم في منطقة حفيت وبنوا حصن مزيد، وفيما بعد أخرجهم منه آل صلف (شيوخ النعيم في حفيت)، ورحلوا إلى واحة تؤام ونزلوا في منطقة القطارة وهيلي وبنوا فيها الحصون والأبراج والمربعات.
- جاء في كتاب الأنساب للعوتبي: أنهم من بنو سلمة بن مرة بن مرثد من بني شبيب بن السكون بن أشرس بن كندة، ويعرفون ببني دَرمكة، وهي أمهم: درمكة بنت عبد الله بن سعد بن مرة بن محرق. غلبت على اسم ابيهم.[3]
- وينسبهم صاحب كتاب التاريخ والبيان في أنساب قبائل عُمان إلى، هنأة بن مالك بن فهم الأزدي.[4]